# Oukhtanès de Sébaste
Oukhtanès de Sébaste ou Oukhtanès Sebastatsi (en arménien Ուխտանես Սեբաստացի ; ca. 935-1000) est un historien arménien du Xe siècle. Il a laissé une Histoire en trois parties.

## Biographie
Oukhtanès naît vers 935 et reçoit son éducation au monastère de Narek, près du lac de Van, aujourd'hui en Turquie, dirigé par son oncle Anania de Narek. Ce religieux devient évêque de Sébaste (l'actuelle Sivas) d'environ 970 à 985, puis probablement évêque d'Édesse (l'actuelle Şanlıurfa), et meurt en 1000.

## Œuvre
À la requête de son oncle, Oukhtanès rédige une Histoire en trois parties ; celles-ci sont :
- « Histoire des patriarches et des rois d'Arménie », remontant à Adam et s'achevant avec Tiridate IV ;
- « Histoire de la séparation des Géorgiens des Arméniens », exposant la sécession de l'Église géorgienne et son adhésion au chalcédonisme en 608 ;
- « Sur le baptême de la nation appelée Tzad », très probablement une communauté d'origine arménienne.